# Jean Hauptmanns
Jean Hauptmanns (ur. 24 stycznia 1886 w Dülken, ob. Viersen) – niemiecki zapaśnik walczący w stylu klasycznym. Olimpijczyk ze Sztokholmu 1912, gdzie zajął dwunaste miejsce w wadze ciężkiej.
Wicemistrz świata w 1911 roku.

## Letnie Igrzyska Olimpijskie 1912
| Konkurencja           | Rundy eliminacyjne     | Rundy eliminacyjne   | Klas. końcowa |
| Konkurencja           | Przeciwnik I           | Przeciwnik II        | Miejsce       |
| --------------------- | ---------------------- | -------------------- | ------------- |
| +82 kg styl klasyczny | Kalle Viljamaa (FIN) P | Yrjö Saarela (FIN) P | 12.           |